# Sophia Young
Sophia Yvonne Phienola Young, coniugata Malcolm (Saint Vincent, 15 dicembre 1983), è un'ex cestista sanvincentina, professionista nella WNBA.

## Carriera
È stata selezionata dalle San Antonio Silver Stars al primo giro del Draft WNBA 2006 (4ª scelta assoluta).

## Palmarès
- Campionessa NCAA (2005)
- NCAA Basketball Tournament Most Outstanding Player (2005)
- WNBA All-Rookie First Team (2006)
- All-WNBA First Team (2008)
- 3 volte All-WNBA Second Team (2007, 2009, 2012)
- WNBA All-Defensive First Team (2008)
- WNBA All-Defensive Second Team (2012)